# Jadów (gmina)
Pour les articles homonymes, voir Jadów.
La gmina Jadów est un district administratif situé en milieu rural du powiat de Wołomin dans la voïvodie de Mazovie, dans le centre-est de la Pologne.
Son siège administratif (chef-lieu) est le village de Jadów qui se situe à environ 30 kilomètres au nord-est de Wołomin (siège de la Powiat) et à 50 kilomètres au nord-est de Varsovie (capitale de la Pologne).
Elle s'étend sur 116,87 km2 et comptait 7 715 habitants en 2006.

## Histoire
De 1975 à 1998, la gmina était située dans la voïvodie de Siedlce

## Géographie

### Villages
La gmina de Jadów comprend les villages et localités de :

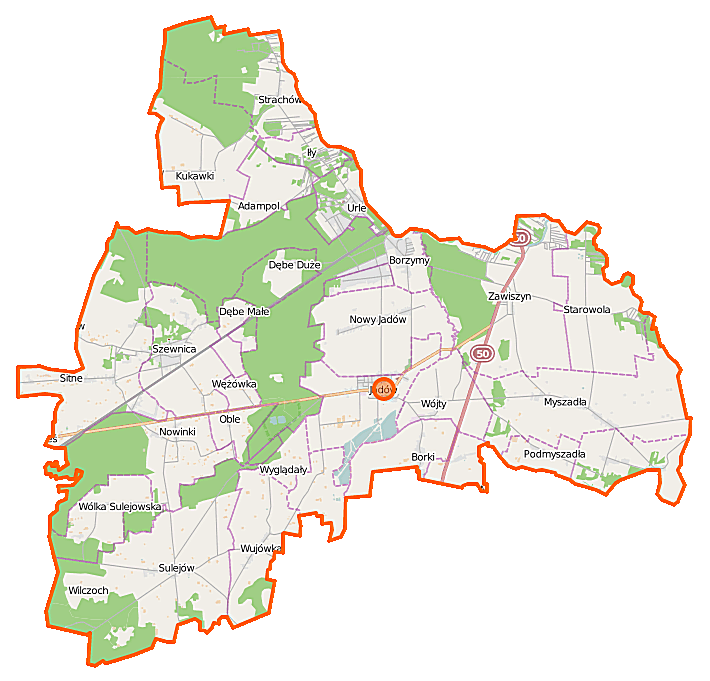
Plan de la gmina

- Adampol
- Borki
- Borzymy
- Dębe Małe
- Dębe Wielkie
- Dzierżanów
- Iły
- Jadów
- Kukawki
- Letnisko Nowy Jadów
- Myszadła
- Nowinki
- Nowy Jadów
- Oble, Podbale
- Podmyszadła
- Sitne
- Starowola
- Strachów
- Sulejów
- Szewnica
- Urle
- Warmiaki
- Wójty
- Wólka Sulejowska
- Wujówka
- Wyglądały
- Zawiszyn

### Gminy voisines
La gmina de Jadów est voisine des gminy de :
- gmina Korytnica
- gmina Łochów
- gmina Strachówka
- gmina Tłuszcz
- gmina Wyszków
- gmina Zabrodzie

## Structure du terrain
D'après les données de 2002, la superficie de la commune de Jadów est de 116,87 km2, répartis comme telle :
- terres agricoles : 63 %
- forêts : 29 %

La commune représente 12,23 % de la superficie du powiat.

## Démographie
Données du 30 juin 2004 :
| Description        | Total  | Total | Femmes | Femmes | Hommes | Hommes |
| ------------------ | ------ | ----- | ------ | ------ | ------ | ------ |
| Unité              | Nombre | %     | Nombre | %      | Nombre | %      |
| Population         | 7 776  | 100   | 3 907  | 50,2   | 3 869  | 49,8   |
| Densité (hab./km²) | 66,5   | 66,5  | 33,4   | 33,4   | 33,1   | 33,1   |